# Jefim Czułak
Jefim Aronowicz Czułak (ros. Ефим Аронович Чулак, ur. 15 lipca 1948 w Ceadîr-Lunga)  – rosyjski siatkarz pochodzący z Mołdawii, reprezentant Związku Radzieckiego, dwukrotny medalista igrzysk olimpijskich, srebrny medalista mistrzostw świata i dwukrotny tryumfator mistrzostw Europy.

## Życiorys
Czułak grał w reprezentacji Związku Radzieckiego w latach 1971–1976. Pierwszy sukces z reprezentacją odniósł podczas mistrzostw Europy 1971 we Włoszech, podczas których Sowieci zdobyli złoty medal. Rezultat ten powtórzyli na kolejnych mistrzostwach starego kontynentu, w 1975 w Jugosławii. Na igrzyskach olimpijskich wystąpił dwukrotnie. Podczas igrzysk 1972 w Monachium zagrał we wszystkich meczach olimpijskiego turnieju, w tym w przegranym meczu półfinałowym z Niemcami Wschodnimi i zwycięskim pojedynku o brązowy medal z Bułgarią. Na igrzyskach 1976 w Montrealu wystąpił we wszystkich spotkaniach turnieju, w tym podczas przegranego finału z reprezentacją Polski. Z reprezentacją zdobył ponadto srebrny medal podczas mistrzostwa świata 1974 w Meksyku.
Do 1971 był zawodnikiem klubu SKA z Rostowa nad Donem. W latach 1971–1977 grał w CSKA Moskwa, z którym w mistrzostwach ZSRR tryumfował sześciokrotnie w latach 1972–1977, w 1971 zajął 2. miejsce, a w 1970 stanął na najniższym stopniu podium. Czterokrotnie zwyciężał w Pucharze Europy Mistrzów Klubowych, w 1973, 1974, 1975 i 1977. Karierę sportową zakończył w 1977. Następnie do 1990 był trenerem CSKA, a w latach 1978–1981 był także szkoleniowcem młodzieżowej reprezentacji Moskwy.
Czułak ma żydowskie pochodzenie. W 1990 przeniósł się do Izraela i pracował jako asystent trenera tamtejszej reprezentacji mężczyzn. Od 1995 mieszka w Montrealu, gdzie pracował jako agent ubezpieczeniowy. Był również trenerem i instruktorem siatkarskim w Stanach Zjednoczonych.